# Aspicilia aspicilioidea
Aspicilia aspicilioidea är en lavart som först beskrevs av Theodor 'Thore' Magnus Fries, och fick sitt nu gällande namn av Rolf Santesson. Aspicilia aspicilioidea ingår i släktet Aspicilia, och familjen Megasporaceae. Arten är reproducerande i Sverige.